# Норберт Шеманський
Норберт Шеманскі (англ. Norbert Schemansky, 30 травня 1924 — 7 вересня 2016) — американський важкоатлет.
Олімпійський чемпіон 1952 року в категорії 90 кг, срібний призер 1948 року в категорії понад 90 кг, бронзовий призер 1960 (понад 90 кг), 1964 (понад 90 кг) років.
Переможець Панамериканських ігор 1955 року в категорії понад 90 кг.
Чемпіон світу 1951 (90 кг), 1953 (90 кг), 1954 (понад 90 кг) років, срібний призер 1947 (понад 82,5 кг), 1962 понад 90 кг, 1963 (понад 90 кг) років.